# Ostweg
Der Ostweg ist neben dem Westweg und dem Mittelweg eine der drei Nord-Süd-Fernwanderstrecken durch den Schwarzwald und entlang der Schwäbischen Alb. Er führt von Pforzheim über Freudenstadt, Schramberg, Villingen, Geisingen nach Schaffhausen. Zweimal überquert er die Europäische Wasserscheide Rhein-Donau: zwischen der achten und der zehnten Tagesetappe verläuft er im Einzugsbereich der Donau.
Der zirka 250 Kilometer lange Höhenweg wurde im Jahre 1903 angelegt und wird seither vom Schwarzwaldverein gepflegt und betreut. Er kann in 12 Tagesetappen begangen werden und überwindet Steigungen von insgesamt 5600 Höhenmetern. Sein Wegzeichen ist eine schwarz-rote Raute auf weißem Grund.

## Tagestouren/Etappen

### Erste Etappe: Pforzheim – Bad Liebenzell

#### Übersicht
- Distanz: 25 km
- Gehzeit: ca. 6 Stunden

| Ort/Sehenswürdigkeit   | Strecke (km) | Höhe (m ü. NHN) | Weitere Informationen |
| ---------------------- | ------------ | --------------- | --- |
| Pforzheim-Kupferhammer | 0            | 254             | Ausgangspunkt der drei Schwarzwaldhöhenwege Westweg (Pforzheim – Basel), Mittelweg (Pforzheim – Waldshut) und Ostweg (Pforzheim – Schaffhausen) |
| Pforzheim-Würm         | 4,0          | 327             | |
| Burgruine Liebeneck    | 3,0          | 340             | |
| Hamberg                | 4,0          | 484             | Ortsteil von Neuhausen |
| Burg Steinegg          | 1,5          | 391             | |
| Neuhausen              | 4,5          | 482             | |
| Monbachbrückle         | 1,5          | 450             | Eingang zum Monbachtal |
| Bad Liebenzell         | 6,5          | 333             | |

#### Wegbeschreibung
Ausgangspunkt ist der Kupferhammer südlich von Pforzheim. Der Weg führt zunächst parallel zur Straße ins Würmtal und steigt dann nach rechts hinauf über den Pforzheimer Stadtteil Würm wieder zurück ins Tal. Bei einem Waldparkplatz überquert der Weg eine Holzbrücke und führt weiter zur Ruine Liebeneck. Weiter durch das Würmtal geht es nach Hamberg, das über die Schlossstraße wieder verlassen wird. Nach einer Kapelle geht es vorbei an der Ruine Steinegg nach Neuhausen. Danach führt die Wanderung am Monbachbrückle ins Monbachtal. Der Monbach mündet in die Nagold. Am Zusammenfluss geht der Weg nach rechts und parallel zur Bahnlinie nach Bad Liebenzell.

### Zweite Etappe: Bad Liebenzell – Oberhaugstett

#### Übersicht
- Distanz: 21 km
- Gehzeit: ca. 5 Stunden

| Ort/Sehenswürdigkeit | Strecke (km) | Höhe (m ü. NHN) | Weitere Informationen                                           |
| -------------------- | ------------ | --------------- | --------------------------------------------------------------- |
| Bad Liebenzell       | 0,0          | 333             |                                                                 |
| Wolfsschlucht        | 3,0          | 380             | bei Ernstmühl                                                   |
| Hirsau               | 2,0          | 341             | Ortsteil von Calw Klosterruine                                  |
| Calw                 | 3,5          | 347             |                                                                 |
| Zavelstein           | 6,0          | 585             | Ortsteil von Bad Teinach-Zavelstein Burgruine mit Aussichtsturm |
| Bad Teinach          | 1,0          | 391             | Ortsteil von Bad Teinach-Zavelstein                             |
| Liebelsberg          | 3,0          | 614             | Ortsteil von Neubulach                                          |
| Oberhaugstett        | 2,5          | 569             | Ortsteil von Neubulach                                          |

#### Wegbeschreibung

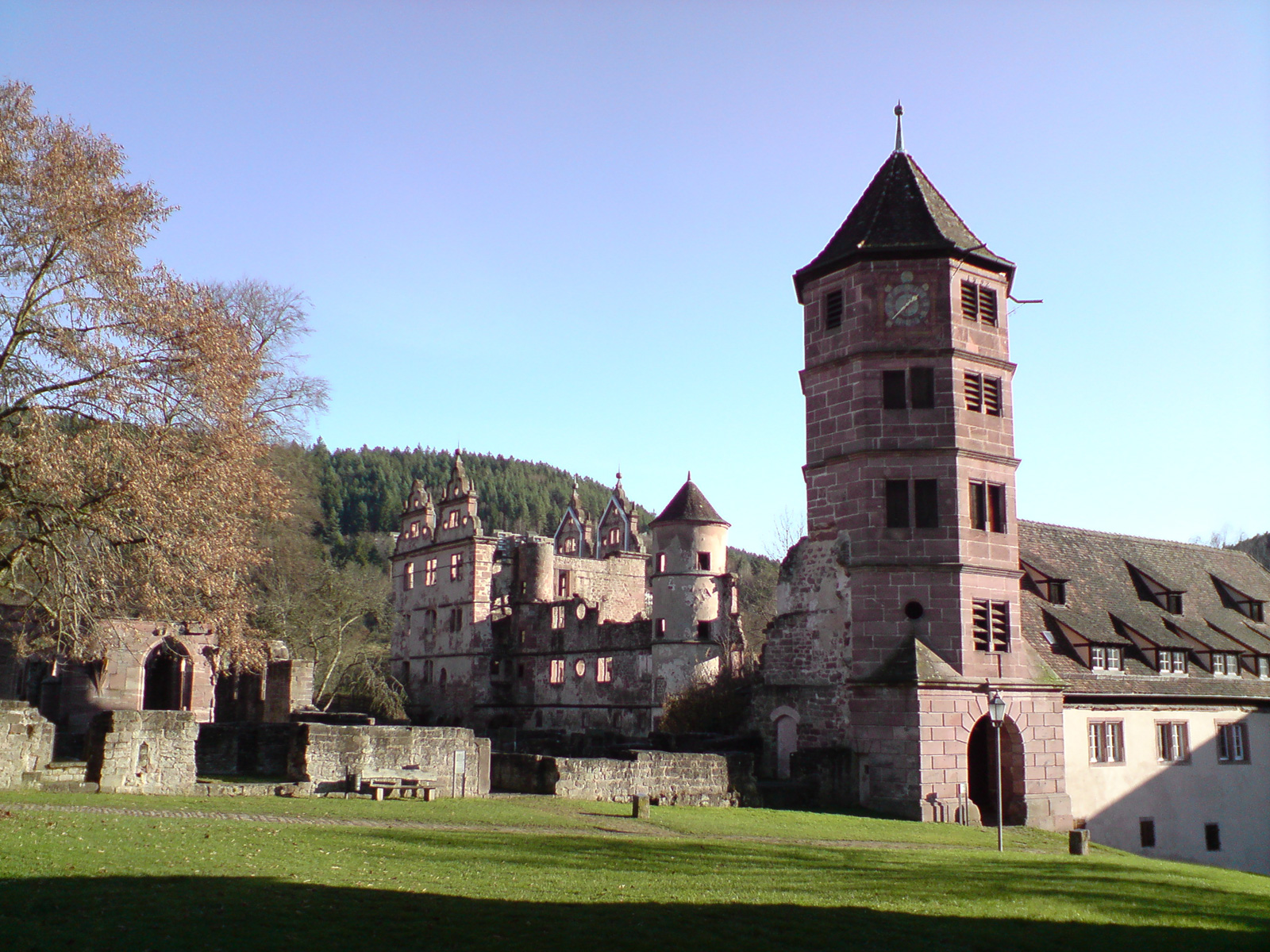
Klosterruine Hirsau

Nach dem Ortsausgang von Bad Liebenzell führt der Weg zur Wolfsschlucht bei Ernstmühl und danach zum Calwer Teilort Hirsau mit seiner Klosterruine aus dem 11. Jahrhundert. Calw selbst wird daraufhin über den Hirsauer Wiesenweg erreicht. Über die Inselgasse und die Lederstraße geht es über den Marktplatz und die Salzgasse hinaus aus der Stadt zum Felsmassiv Gimbelstein und weiter zum Wanderheim Zavelstein, das beim Naturschutzgebiet Zavelsteiner Krokuswiesen liegt. In Zavelstein führt der Weg über die Staufer Straße und die Krokusstraße zur Burgruine. Danach geht die Wanderung steil hinunter nach Bad Teinach. An der Kirche führt der Weg nach rechts in die Badstraße, geht am Kurhaus vorbei und durch die Kuranlagen bergauf nach Liebelsberg. Kurz vor dem Ort befindet sich ein Wasserturm, der auch als Aussichtsturm genutzt wird. Von Liebelsberg führt dann ein asphaltierter Weg nach Oberhaugstett, das über die Straße Am Schleifberg erreicht wird.

### Dritte Etappe: Oberhaugstett – Pfalzgrafenweiler

#### Übersicht
- Distanz: 22 km
- Gehzeit: ca. 5,5 Stunden

| Ort/Sehenswürdigkeit | Strecke (km) | Höhe (m ü. NHN) | Weitere Informationen           |
| -------------------- | ------------ | --------------- | ------------------------------- |
| Oberhaugstett        | 0,0          | 569             |                                 |
| Buhlerwaldstern      | 4,0          | 618             |                                 |
| Wart                 | 1,5          | 600             | Ortsteil von Altensteig         |
| Berneck              | 3,5          | 455             | Ortsteil von Altensteig         |
| Altensteigdorf       | 1,5          | 558             | Ortsteil von Altensteig         |
| Altensteig           | 1,5          | 444             |                                 |
| Kohlsägmühle         | 3,5          | 470             |                                 |
| Zinsbachmühle        | 3,5          | 530             |                                 |
| Büchelesbrunnen      | 1,0          | 630             |                                 |
| Pfalzgrafenweiler    | 2,0          | 636             | Schnittpunkt mit dem Gäurandweg |

#### Wegbeschreibung
Oberhaugstett wird über die Martinsmooser Straße verlassen; der Weg geht an Wart vorbei zur Burg und zum Ort Berneck. Weitere Ziele sind Altensteigdorf, Altensteig, die Kohlsägmühle, die Zinsbachmühle und das Etappenziel Pfalzgrafenweiler.

### Vierte Etappe: Pfalzgrafenweiler – Freudenstadt

#### Übersicht
- Distanz: 18,5 km
- Gehzeit: ca. 4,5 Stunden

| Ort/Sehenswürdigkeit | Strecke (km) | Höhe (m ü. NHN) | Weitere Informationen                             |
| -------------------- | ------------ | --------------- | ------------------------------------------------- |
| Pfalzgrafenweiler    | 0,0          | 636             |                                                   |
| Russenbusch          | 0,5          | 650             |                                                   |
| Findelhütte          | 3,0          | 659             |                                                   |
| Fuchstrieb           | 1,0          | 713             |                                                   |
| Hausers Heuscheuer   | 1,5          | 693             |                                                   |
| Beim Glattbächle     | 0,5          | 695             |                                                   |
| Obermusbach          | 2,0          | 660             | Ortsteil von Freudenstadt                         |
| Untermusbach         | 1,5          | 680             | Ortsteil von Freudenstadt                         |
| Tal des Aunbachs     | 1,0          | 632             | Ortsteil von Freudenstadt                         |
| Frutenhof            | 1,0          | 670             | Ortsteil von Freudenstadt                         |
| Haldenberg           | 2,5          | 670             | Sportplatz Wittlensweiler                         |
| Freudenstadt         | 2,5          | 728             | Schnittpunkt mit dem Mittelweg Pforzheim–Waldshut |

#### Wegbeschreibung
Pfalzgrafenweiler wird über die Christoph-Decker-Straße verlassen. Nach neun Kilometern erreicht der Weg Obermusbach. Dort führt die Wanderung weiter über die Kälberbronner Straße, die Klosterstraße und die Mühlhaldenstraße nach Untermusbach. Hier geht es weiter über die Mühlhaldenstraße, vorbei am Sportplatz, über die Merzenbergstraße und die Müllerstraße zum Ort hinaus. Dann an Frutenhof und Wittlensweiler vorbei nach Freudenstadt. In der Stadt führt der Weg vorbei am Friedhof zum Stadtbahnhof. Danach geht es über die Musbacher Straße und die Stuttgarter Straße zum Marktplatz.

### Fünfte Etappe: Freudenstadt – Alpirsbach

#### Übersicht
- Distanz: 21,5 km
- Gehzeit: ca. 5 Stunden

| Ort/Sehenswürdigkeit      | Strecke (km) | Höhe (m ü. NHN) | Weitere Informationen                       |
| ------------------------- | ------------ | --------------- | ------------------------------------------- |
| Freudenstadt              | 0,0          | 728             |                                             |
| Friedrichsturm / Kienberg | 1,5          | 799             |                                             |
| Kohlberg                  | 4,5          | 730             |                                             |
| Vogteiturm                | 1,0          | 740             | Aussichtsturm                               |
| Sandwiese                 | 1,0          | 752             |                                             |
| Adrionshof                | 1,0          | 724             |                                             |
| Schömberg                 | 3,5          | 744             | Ortsteil von Loßburg                        |
| Alpirsbach                | 9,0          | 441             | Endpunkt des Querwegs Gengenbach–Alpirsbach |

#### Wegbeschreibung
Nach dem Marktplatz geht der Weg in Freudenstadt über die Loßburger Straße, die Straßburger Straße, die Lauterbadstraße, die Friedrich-Ebert-Straße und die Herzog-Friedrich-Straße zum Friedrichsturm auf dem Kienberg. Danach führt die Strecke vorbei am Vogteiturm zum Adrionshof nach Ödenwald. Etwa zwei Kilometer danach wird eine große Waldlichtung erreicht. Weiter geht es am Waldrand und der Straße entlang nach Schömberg, das durch die Reinerzauerstraße und die Altenburgstraße verlassen wird. Nach zwei Kilometern im Forstbezirk Hardt verlässt die Strecke den Fahrweg auf einen schmalen Pfad. Nach der Heilenberger Hütte geht es teilweise sehr steil hinunter nach Alpirsbach, das über den Forchenweg erreicht wird.

### Sechste Etappe: Alpirsbach – Schramberg

#### Übersicht
- Distanz: 19 km
- Gehzeit: ca. 5,5 Stunden

| Ort/Sehenswürdigkeit | Strecke (km) | Höhe (m ü. NHN) | Weitere Informationen   |
| -------------------- | ------------ | --------------- | ----------------------- |
| Alpirsbach           | 0,0          | 441             |                         |
| Rötenbach            | 1,5          | 420             | Ortsteil von Alpirsbach |
| Adelsberg            | 1,0          | 518             |                         |
| Fräulinsberg         | 2,0          | 530             |                         |
| Holzebene            | 3,0          | 583             | Naturfreundehaus        |
| Brandsteig-Schänzle  | 1,5          | 690             | Römische Straßenstation |
| Zollhaus             | 1,5          | 720             |                         |
| Aichhalden           | 2,5          | 716             |                         |
| Paradieshof          | 3,5          | 670             |                         |
| Schramberg           | 2,5          | 424             |                         |

#### Wegbeschreibung
In Alpirsbach führt der Weg durch ein Wohngebiet und einen Park zum Ambrosius-Blarer-Platz. Von dort geht die Wanderung über den Marktplatz, die Marktstraße, die Kinzigbrücke weiter über den Gutleutweg oberhalb der Stadt zum Stadtteil Rötenbach. Nach dem Ort Fräulinsberg und der Siedlung Holzebene mit einem Naturfreundehaus folgt ein Anstieg auf asphaltierter Straße zum Brandsteig. Dort geht es rechts zum Zollhaus und danach an der ehemaligen badisch-württembergischen Grenze entlang und weiter nach Aichhalden. Die Ortsmitte wird über den Alterweg erreicht. Ab dort führt die Strecke den Schramberger Weg hinunter und Auf der Wanne ortsauswärts. Nach etwa drei Kilometern Asphaltweg biegt der Weg beim Gasthof Waldeslust rechts ab auf einen Wanderweg. Vom Paradieshof, der links des Weges liegt, geht es teilweise steil bergab nach Schramberg.

### Siebte Etappe: Schramberg – Villingen

#### Übersicht
- Distanz: 27,5 km
- Gehzeit: ca. 7 Stunden

| Ort/Sehenswürdigkeit     | Strecke (km) | Höhe (m ü. NHN) | Weitere Informationen                          |
| ------------------------ | ------------ | --------------- | ---------------------------------------------- |
| Schramberg               | 0,0          | 424             |                                                |
| Tischneck                | 2,5          | 720             | Ortsteil von Schramberg                        |
| Benediktinerhöhe         | 1,0          | 798             |                                                |
| Hardt                    | 1,5          | 800             |                                                |
| Mönchhof                 | 2,0          | 794             |                                                |
| Lindenloch / Glasbachtal | 2,0          | 760             |                                                |
| Albblick / Martinsweiler | 1,5          | 770             | Kreuzung mit dem Querweg Rottweil–Lahr         |
| Ruine Waldau             | 1,5          | 737             | Kulturdenkmal Hof Beck                         |
| Königsfeld               | 2,0          | 761             | Kreuzung mit Querweg Rottweil–Lahr             |
| Mönchweiler              | 5,5          | 801             |                                                |
| Kurgarten Villingen      | 5,5          | 721             | Kreuzung mit dem Schwarzwald-Jura-Bodensee-Weg |
| Villingen                | 2,5          | 704             |                                                |

#### Wegbeschreibung

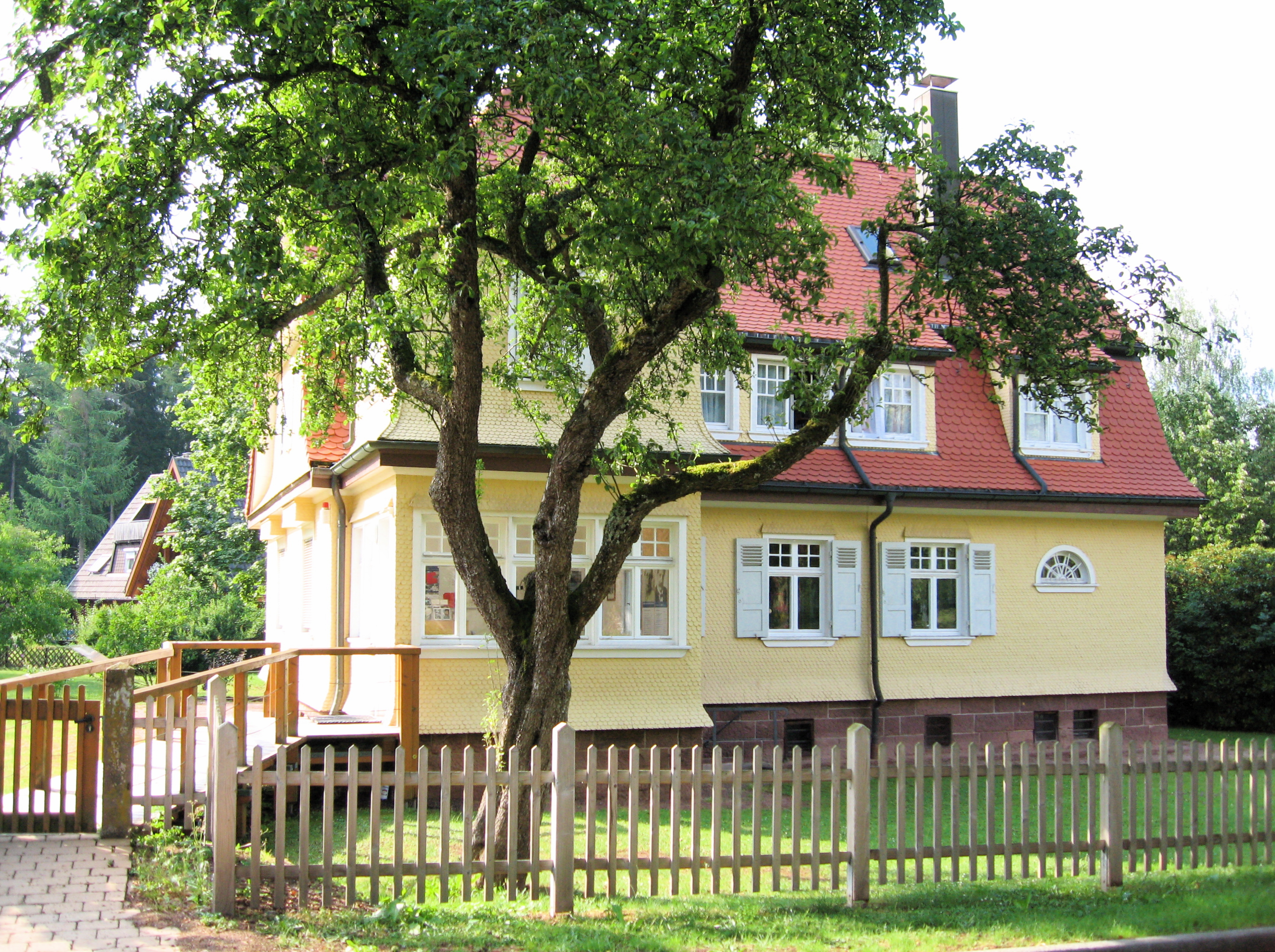
Albert-Schweitzer-Haus in Königsfeld

Der Ostweg verläuft in Schramberg auf dem Obermühlhofweg, der Oberndorfer Straße, der Hauptstraße, der Berneckstraße, dem Seilerweg rechts des Bachs, wieder der Berneckstraße und der Falkensteinstraße. Nach steilem Anstieg wird die Siedlung Tischneck erreicht. In der Gemeinde Hardt geht die Wanderung über den Obertischneckweg, die St.-Georgener Straße, den Oberhardtweg und den Römerweg zum Waldrand. Vorbei an Martinsweiler und der Ruine Waldau geht es nach Königsfeld. Von Martinsweiler bis Königsfeld verläuft der Weg parallel zum Querweg Rottweil–Lahr. In Königsfeld führt der Weg vorbei am Albert-Schweitzer-Haus und über die Luisenstraße zum Zinzendorfplatz in der Ortsmitte. Von dort geht es über die Friedrichstraße und durch den Kurpark in den Wald in Richtung Mönchweiler. Kurz davor verläuft der Weg durch ein Naturschutzgebiet. In Mönchweiler führt die Wanderung zur Ortsmitte und von dort über die Mühlenstraße mit einer Unterführung zur Waldstraße. Vor Villingen verläuft der Ostweg auf einem Wanderweg oberhalb der Bahnlinie im Brigachtal. Villingen wird über das Kurgebiet erreicht. Der Weg geht vorbei am Kapellchen am Kurpark und nach der Brigachbrücke, die überquert wird, an der Brigach entlang weiter zum Oberen Tor.

### Achte Etappe: Villingen – Sunthausen

#### Übersicht
- Distanz: 16,5 km
- Gehzeit: ca. 4 Stunden

| Ort/Sehenswürdigkeit            | Strecke (km) | Höhe (m ü. NHN) | Weitere Informationen                              |
| ------------------------------- | ------------ | --------------- | -------------------------------------------------- |
| Villingen                       | 0,0          | 704             |                                                    |
| Aussichtsturm Wanne             | 2,5          | 777             |                                                    |
| Bertholdshöfe                   | 1,0          | 758             | Schnittpunkt mit dem Schwarzwald-Jura-Bodensee-Weg |
| Hölzlekönig                     | 1,0          | 748             | Ehemaliges Naturdenkmal                            |
| Kugelmoos                       | 2,5          | 710             |                                                    |
| Schwenninger Moos               | 1,0          | 706             | Naturschutzgebiet                                  |
| Bad Dürrheim-Kurhaus Hüttenbühl | 2,0          | 700             |                                                    |
| Waldcafé                        | 2,0          | 795             | Aussichtspunkt                                     |
| Hirschhaldehütte                | 2,0          | 759             | Kleine Schutzhütte                                 |
| Sunthauser See                  | 2,0          | 707             |                                                    |
| Sunthausen                      | 0,5          | 706             | Ortsteil von Bad Dürrheim                          |

#### Wegbeschreibung

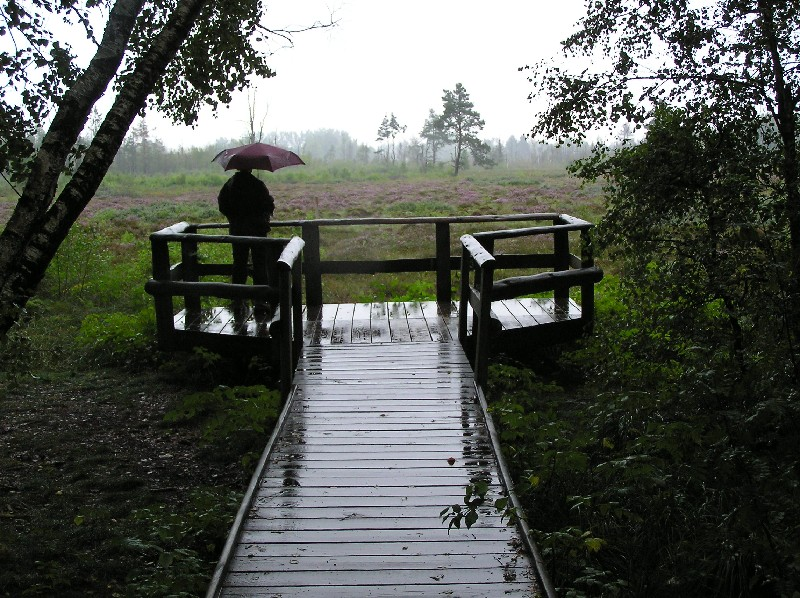
Im Schwenninger Moos

In Villingen geht der Weg über eine Überführung aus Beton über die Bahnlinie. Danach wird die Stadt über Treppen am Schäfersteig verlassen. Der Weg führt vorbei am Aussichtsturm Wanne. Danach geht es vorbei an den Bertholdshöfen auf freiem Feld und danach im Wald am ehemaligen Naturdenkmal Hölzlekönig vorbei zu einem Wildgehege. Kurz danach kommt ein Kriegerdenkmal des Schwarzwaldvereins. Der Weg quert die Straße und unterquert die Bahnstrecke Rottweil–Villingen am Kugelmoos und führt weiter zum Naturschutzgebiet Schwenninger Moos. Dort kann der markierte Weg verlassen werden, um am Neckarursprung vorbeizugehen. Zurück auf dem markierten Weg geht es entlang der Kreisstraße 5700 und auf einer Überführung über die Bundesstraße 27 hinweg. Bad Dürrheim wird an der Schwenninger Straße berührt und durch ein Gewerbegebiet wieder verlassen. Vorbei an der Klinik Hüttenbühl, an der Lourdes-Kapelle, am Waldcafé und an der Hirschhaldehütte geht es zum Sunthauser See und weiter nach Sunthausen.

### Neunte Etappe: Sunthausen – Geisingen

#### Übersicht
- Distanz: 16 km
- Gehzeit: ca. 4 Stunden

| Ort/Sehenswürdigkeit | Strecke (km) | Höhe (m ü. NHN) | Weitere Informationen                                                        |
| -------------------- | ------------ | --------------- | ---------------------------------------------------------------------------- |
| Sunthausen           | 0,0          | 706             |                                                                              |
| Öfingen              | 5,0          | 820             | Ortsteil von Bad Dürrheim Schnittpunkt mit dem Schwarzwald-Jura-Bodensee-Weg |
| Blatthaldenhütte     | 5,0          | 915             | Schutzhütte mit Grillplatz Aussichtspunkt                                    |
| Hörnlekapf           | 1,5          | 875             | Hubertushütte Aussichtspunkt                                                 |
| Geisingen            | 4,5          | 667             |                                                                              |

#### Wegbeschreibung
Nach Sunthausen geht es auf einem asphaltierten Weg unter der Autobahn 81 hindurch zum Waldrand und danach auf einem Wanderweg nach Öfingen. Dort wird zunächst ein Feriendorf durchquert. Durch die Haugenrain-Straße und die Bühlstraße erreicht man die Ortsmitte mit Rathaus und Kirche. Öfingen wird durch die Unterzaunstraße und bei den Sportplätzen vorbei wieder verlassen. Nach dem Aufstieg zu einem Grillplatz führt der Weg über freies Feld oberhalb der A 81 zum Waldrand am Rotmund. Nach einem steilen Aufstieg zur Blatthaldenhütte führt der Weg vorbei an der Hubertushütte auf dem Hörnekapf und entlang des Rossbergs zum Rossbergwanderparkplatz und dann weiter nach Geisingen, das über den Rossbergweg erreicht wird. Beim Feuerwehrhaus wird die A 81 unterquert.

### Zehnte Etappe: Geisingen – Achdorf

#### Übersicht
- Distanz: 23 km
- Gehzeit: ca. 6 Stunden

| Ort/Sehenswürdigkeit         | Strecke (km) | Höhe (m ü. NHN) | Weitere Informationen      |
| ---------------------------- | ------------ | --------------- | -------------------------- |
| Geisingen                    | 0,0          | 667             |                            |
| Wartenberg                   | 2,0          | 825             |                            |
| Gutmadingen                  | 2,5          | 673             | Ortsteil von Geisingen     |
| Wendthütte                   | 3,0          | 859             | Grillplatz                 |
| Längewiesen                  | 1,5          | 914             |                            |
| Wegabzweigung nach Hondingen | 0,5          | 921             | Höchster Punkt des Ostwegs |
| Neue Hütte                   | 1,5          | 835             |                            |
| Hondingen                    | 1,5          | 720             | Ortsteil von Blumberg      |
| Eichberg                     | 6,0          | 913             | Schutzhütte Aussichtspunkt |
| Achdorf                      | 4,5          | 540             | Ortsteil von Blumberg      |

#### Wegbeschreibung

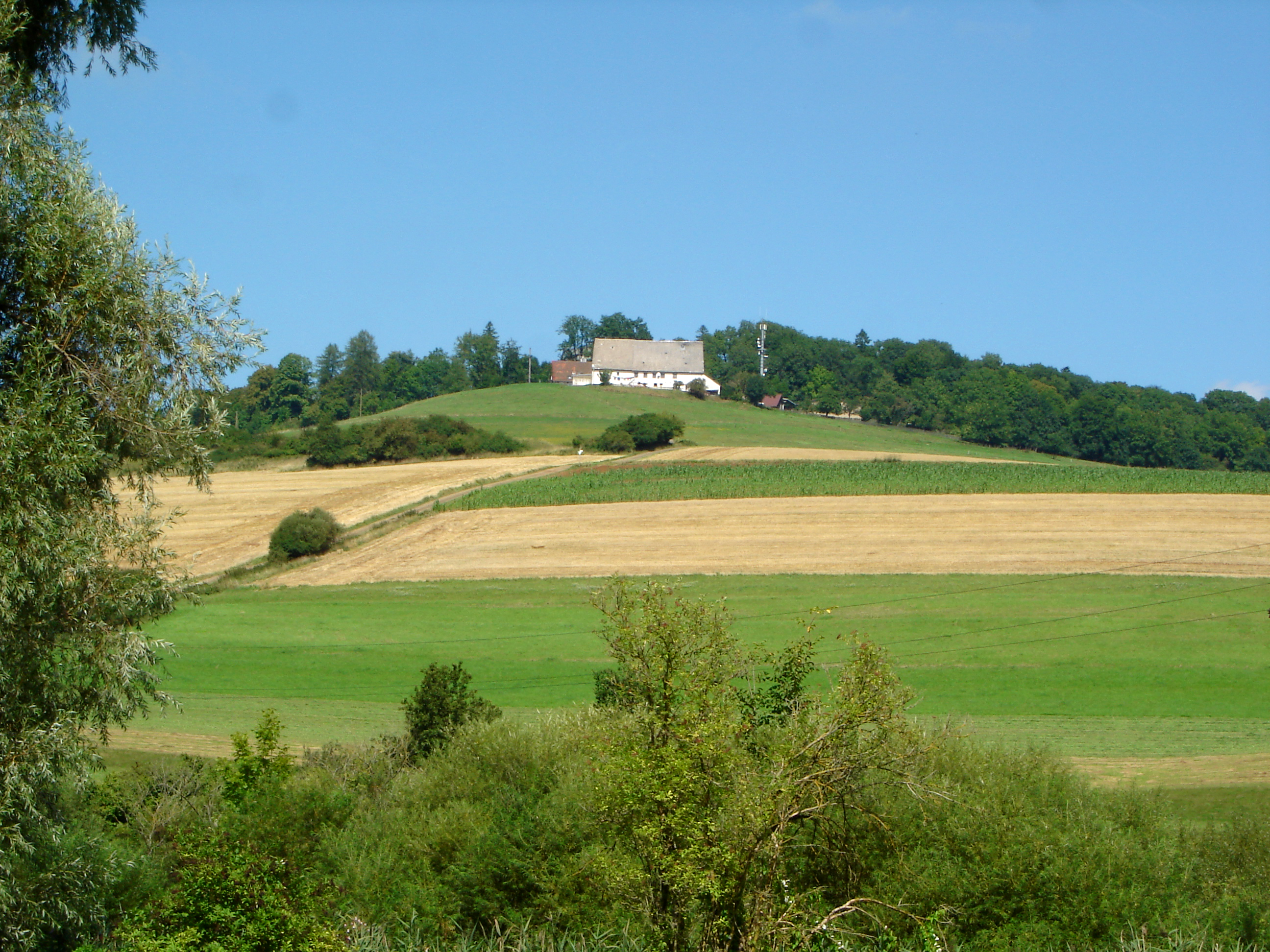
Wartenberg

Geisingen wird auf der Hauptstraße verlassen. Kurz nach dem Ortsausgang biegt der Weg links ab, überquert einen Bach und biegt erneut links ab in den Mühlenweg. Bald darauf geht es rechts bergauf Richtung Gutmadingen. Zwei Kilometer nach dem Ortsausgang erreicht man über einen asphaltierten Weg den Gutshof Wartenberg. Das Jagdschloss Wartenberg und die Burgruine Wartenberg liegen in der Nähe des Weges. Danach geht es steil bergab auf asphaltierter Strecke ins Donautal. Nach Unterquerung der Bundesstraße und Überquerung der Donau erreicht der Weg den Ortsteil Gutmadingen, der über die Hauptstraße verlassen wird. Steil bergauf meist auf asphaltiertem Weg geht es danach zum Grillplatz Wendthütte. Entlang der Längewiese, auf der neben einer Windkraftanlage der Fernmeldeturm Hüfingen steht, führt der Weg auf den mit 921 Höhenmetern höchsten Punkt des Ostwegs. Danach führt die Wanderung teilweise steil bergab nach Hondingen, das über die Straße Am Kirchberg vorbei an Friedhof und Kirche erreicht wird. Hondingen wird durchquert und bergauf über Wiesen wieder verlassen. Nach einem Feldkreuz biegt der Weg links ab. Bald darauf geht es wieder abwärts zu Bundesstraße 27, die durch eine Unterführung unterquert wird. Danach führt der Weg durch den Wald bis auf den Eichberg. Der Abstieg nach Achdorf ist zum Teil äußerst steil, geht aber auch zum Teil nahezu eben am Bergtrauf entlang. Auf der Strecke vereinigt sich der Weg mit dem von Blumberg herkommenden Querweg Freiburg–Bodensee.

### Elfte Etappe: Achdorf – Stühlingen

#### Übersicht
- Distanz: 16,5 km
- Gehzeit: ca. 4,5 Stunden

| Ort/Sehenswürdigkeit              | Strecke (km) | Höhe (m ü. NHN) | Weitere Informationen                                                                       |
| --------------------------------- | ------------ | --------------- | ------------------------------------------------------------------------------------------- |
| Achdorf                           | 0,0          | 540             | Kreuzung mit dem Querweg Freiburg–Bodensee Kreuzung mit dem Schluchtensteig                 |
| Wutachflühen Bei der Muttergottes | 4,0          | 575             | Naturschutzgebiet Kreuzung mit dem Schluchtensteig                                          |
| Fußgängerbrücke über die Wutach   | 2,5          | 505             | Flüheweg durch das Wutachtal                                                                |
| Gasthaus Wutachschlucht           | 1,5          | 500             | Ehemaliger Haltepunkt Lausheim-Blumegg der stillgelegten Wutachtalbahn (Sauschwänzlebahn)   |
| Ehemaliger Bahnhof Weizen         | 4,0          | 471             | Bahnhof der stillgelegten Wutachtalbahn (Sauschwänzlebahn) Kreuzung mit dem Schluchtensteig |
| Katzenloch                        | 1,0          | 530             |                                                                                             |
| Stühlingen                        | 3,5          | 501             | Kreuzung mit dem Schluchtensteig                                                            |

#### Wegbeschreibung
Achdorf wird über die Blumberger Straße verlassen. Am Ortsausgang biegt der Weg rechts ab. Nach etwa zwei Kilometern auf einer asphaltierten Kreisstraße geht es rechts ab in einen Wanderpfad hoch über der Wutach. Unterhalb des Wanderparkplatzes Wutachflühen, der nicht am Weg liegt, kommen der Ostweg und der Schluchtensteig wieder zusammen. Die Wanderung geht vorbei am Sturzdobel und am Mannheimer Felsen durch das Naturschutzgebiet Wutachflühen. Unterhalb der Wutachbrücke der Sauschwänzlebahn genannten Wutachtalbahn wird die Wutach auf einer Fußgängerbrücke aus Stahl überquert. Danach führt die Strecke entlang der Wutach bis zum Gasthaus Wutachschlucht, wo sie beim ehemaligen Bahnhof Lausheim-Blumegg erneut auf die Sauschwänzlebahn trifft. Weiter geht es auf derselben Strecke wie der Schluchtensteig zum Bahnhof Weizen und der Hauptzentrale der Firma Sto. Dort trennen sich Ostweg und Schluchtensteig. Der Ostweg geht etwa 300 Meter entlang der Bahnlinie, dann in spitzem Winkel zurück zum Tor 3 der Firma Sto und von dort durch den Wald nach Stühlingen. Die Ortsmitte von Stühlingen mit dem Gasthaus Krone wird über die Straßen Sommerhalde und An der Steig erreicht.

### Zwölfte Etappe: Stühlingen – Schaffhausen

#### Übersicht
- Distanz: 19 km
- Gehzeit: ca. 5 Stunden

| Ort/Sehenswürdigkeit        | Strecke (km) | Höhe (m ü. NHN) | Weitere Informationen    |
| --------------------------- | ------------ | --------------- | ------------------------ |
| Stühlingen                  | 0,0          | 501             |                          |
| Stühlingen-Grenzübergang    | 1,0          | 450             |                          |
| Schleitheim                 | 2,5          | 467             |                          |
| Strickhof                   | 2,5          | 580             |                          |
| Schleitheimer Schlossranden | 2,0          | 901             | Schleitheimer Randenturm |
| Zelgli                      | 1,0          | 865             |                          |
| Bräunlingsbuck              | 2,5          | 778             |                          |
| Chlosterfeld                | 2,0          | 655             |                          |
| Schaffhausen                | 5,5          | 400             |                          |

#### Wegbeschreibung

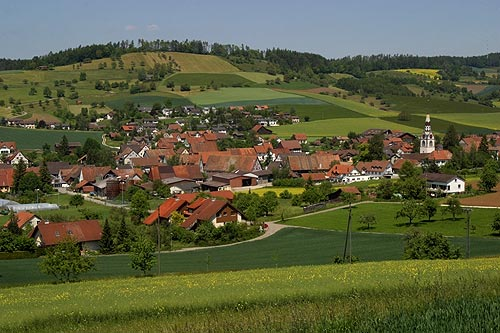
Schleitheim

Stühlingen wird über die Hauptstraße und die Bahnhofstraße verlassen. Nach dem Stühlinger Bahnhof führt die Wanderung zum Ende der Bahnhofstraße und dort scharf links und dann nach rechts über die Schweizer Grenze auf den Weg nach Schleitheim. Vom Rebhaldenweg geht es halbrechts weiter durch die Hölderlinstraße, dann rechts in die Schwarzwaldstraße und weiter links durch die Bahnhofstraße und die Adlerstraße in die Ortsmitte. Ab dem Gemeindehaus führt die Strecke über den Gemeindehausplatz und danach über die Brücke durch die Randenstraße und nach der Kirche zweimal links aus dem Dorf hinaus. Wo der Weg in gerader Richtung endet, geht es rechts und gleich wieder links auf den am Waldrand liegenden Strickhof zu. Zirka einen halben Kilometer danach beginnt der letzte und zugleich einer der steilsten Anstiege des Ostwegs hinauf auf den Schleitheimer Schlossranden mit dem Schleitheimer Randenturm. Kurz danach führt der Weg an einer Schutzhütte vorbei, die an den Wochenenden bewirtschaftet ist. Schaffhausen wird daraufhin über einen etwa elf Kilometer langen Abstieg erreicht.